# Fragment van een vrouwenkop
Fragment van een vrouwenkop is een schilderij, toegeschreven aan de Zuid-Nederlandse schilder Jheronimus Bosch, in het Museum Boijmans Van Beuningen in Rotterdam.

## Toeschrijving

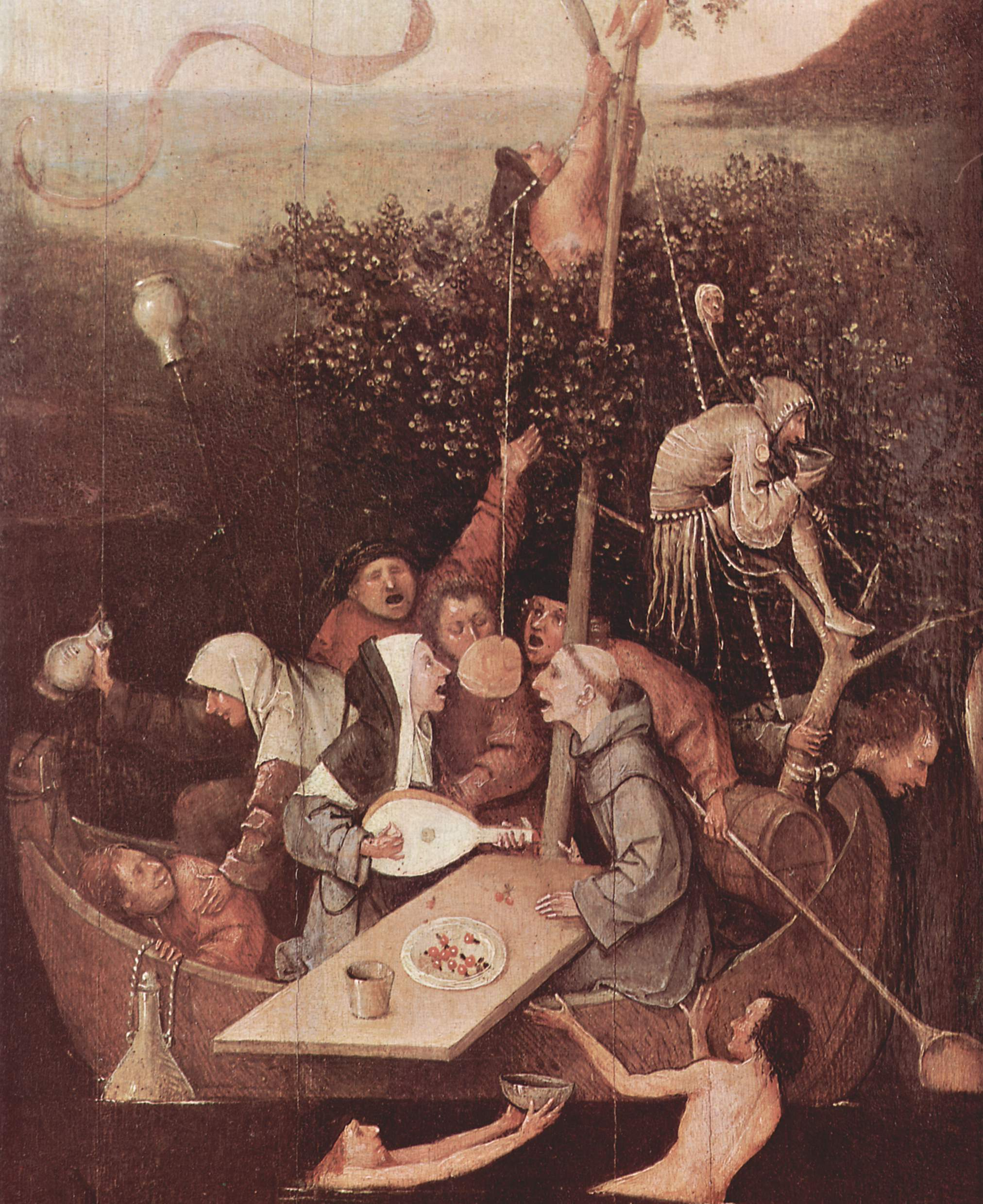
Jheronimus Bosch. Het narrenschip, detail. Ca. 1494 of later. Parijs, Musée du Louvre.

Het is ongesigneerd en maakte oorspronkelijk deel uit van een groter paneel. Bosch-kenner Charles de Tolnay ziet er de hand van Bosch in. Volgens hem is het werk 'van goede kwaliteit, zonder modellering geschilderd' en het 'herinnert aan de koppen van het Narrenschip'. Als dit inderdaad zo is, is het paneeltje omstreeks 1500 te dateren.

## Herkomst
Het werk werd in augustus 1933 voor het eerst opgemerkt door de Duitse kunsthistoricus Max Friedländer. Het bevond zich toen in de kunsthandel van de Gebr. Douwes in Amsterdam en volgens aantekeningen van Friedländer was het afkomstig uit de verzameling van een zekere Rogers in Venetië. Later dat jaar werd het aangekocht door de Nederlandse kunstverzamelaar Daniël George van Beuningen, die het in 1958 naliet aan het Museum Boijmans Van Beuningen.

## Tentoonstellingen
Fragment van een vrouwenkop maakte deel uit van de volgende tentoonstellingen:
- Honderd Jaar Museum Boymans, Rotterdam. Meesterwerken uit de verzameling D.G. van Beuningen tentoongesteld onder auspiciën van de stichting Museum Boymans, 9 juli-9 oktober 1949, Museum Boijmans, Rotterdam.
- Jheronimus Bosch, 17 september-15 november 1967, Noordbrabants Museum, 's-Hertogenbosch, add. 4 (als Vrouwenhoofd).
- Van Eyck to Bruegel, 1400-1550. Dutch and Flemish painting in the collection of the Museum Boymans-van Beuningen, 1994, Museum Boymans-van Beuningen, Rotterdam, tent.cat.: ISBN 9789069181370, cat.nr. 19 (als mogelijk Jheronimus Bosch).